# Sprengstoffanschläge auf Wohnhäuser in Russland

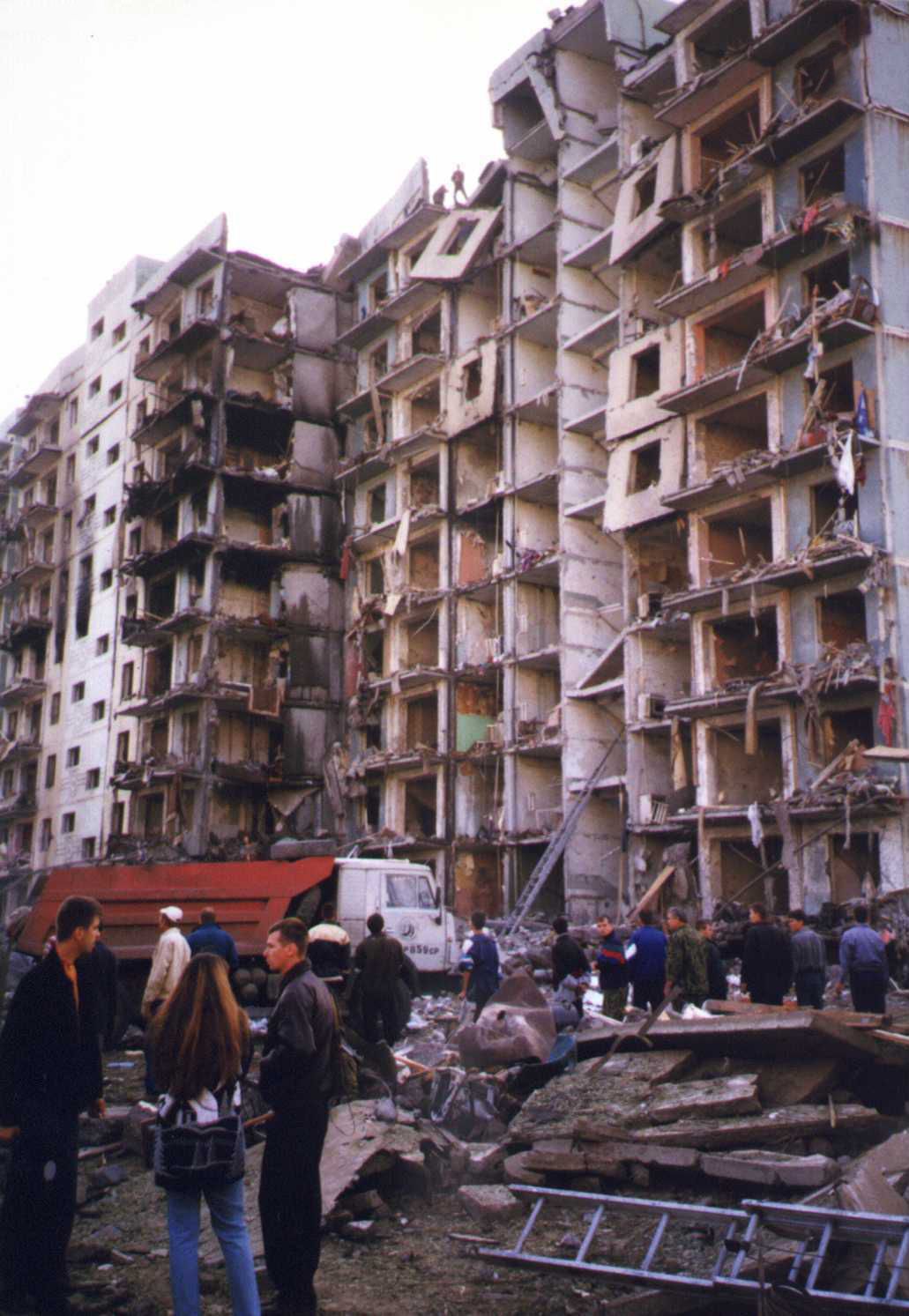
Der teilweise zerstörte Wohnblock in Wolgodonsk

Die Sprengstoffanschläge auf Wohnhäuser in Russland im Jahr 1999 waren eine Serie von Bombenattentaten, bei denen 367 Menschen ums Leben kamen und über 1000 verletzt wurden. Die Terroranschläge waren der Anlass für Russland, den Zweiten Tschetschenienkrieg zu beginnen, in den Worten Putins „zur Bekämpfung von 2000 Terroristen“. Gemäß offiziellen russischen Ermittlungsergebnissen waren die Täter tschetschenische Separatisten. Dies wurde inner- und außerhalb Russlands angezweifelt, da Indizien auf eine Verstrickung des russischen Geheimdiensts FSB deuteten. Der Versuch einer unabhängigen parlamentarischen Untersuchung wurde von der russischen Regierung blockiert und verlief ergebnislos; untersuchende Duma-Abgeordnete wurden ermordet. Im Verlauf des Krieges in Tschetschenien konnte der ehemalige FSB-Direktor Wladimir Putin als neuer russischer Präsident seine Position an der Staatsspitze konsolidieren.

## Ereignisse

### 31. August 1999 – Moskau
Die erste Bombenexplosion am 31. August 1999 in der russischen Hauptstadt betraf noch kein Wohngebäude. Sie ereignete sich in einer Einkaufspassage „Ochotny rjad“ (russisch: Охотный ряд) am Manege-Platz, tötete eine Person und verletzte 40 weitere.

### 4. September 1999 – Buinaksk
Am 4. September 1999 um 21:45 Uhr explodierte eine Autobombe (2700 kg; Lkw GAZ-52; Aluminium-Pulver mit Ammoniumnitrat) in der Stadt Buinaksk (Republik Dagestan im Nordkaukasus) vor einem sechsstöckigen Wohnhaus (Lewanewski Straße 3; russisch: улица Леваневского), das von russischen Militärangehörigen und ihren Familien bewohnt wurde. Dabei wurden zwei Aufgänge des Hauses mit den dazugehörigen Wohnungen zerstört, wobei 64 Personen, darunter 23 Kinder, getötet und 164 verletzt wurden.
Eine Bombe in einem zweiten Lkw (ZIL-130) vor einem Krankenhaus wurde von der Polizei entschärft. Im Wagen wurden Papiere auf den Namen Issa Sainutdinow (russisch: Иса Зайнутдинов) gefunden.
Von offizieller russischer Seite wurden Separatisten aus Tschetschenien für den Anschlag verantwortlich gemacht, die ab dem 2. August 1999 unter der Führung von Bassajew und Ibn al-Chattab in Dagestan eingefallen waren (Dagestankrieg) und die unabhängige „Islamische Republik Dagestan“ ausgerufen hatten. In die Kämpfe waren ca. 1400 vor allem tschetschenische Kämpfer verwickelt. Es gab Hunderte von Todesopfern unter den Kämpfern und der Zivilbevölkerung.

### 8. September 1999 – Moskau
Am 8. September 1999 um 23:58 Uhr explodierte im Erdgeschoss des neunstöckigen Wohnhauses Gurjanow Str. 19, russisch: улица Гурьянова im Südosten Moskaus (Stadtteil Petschatniki, russisch: район Печатники) eine 300–400 kg schwere Sprengladung Hexogen. Das Gebäude wurde sehr stark beschädigt (108 zerstörte Wohnungen), es starben 94 Menschen im Haus und 150 Personen wurden verletzt. Ein Anrufer bei einer russischen Nachrichtenagentur sagte, dass die Explosion eine Antwort auf die russischen Bomben auf Dörfer in Tschetschenien und Dagestan während des Dagestankrieges sei.

### 13. September 1999 – Moskau

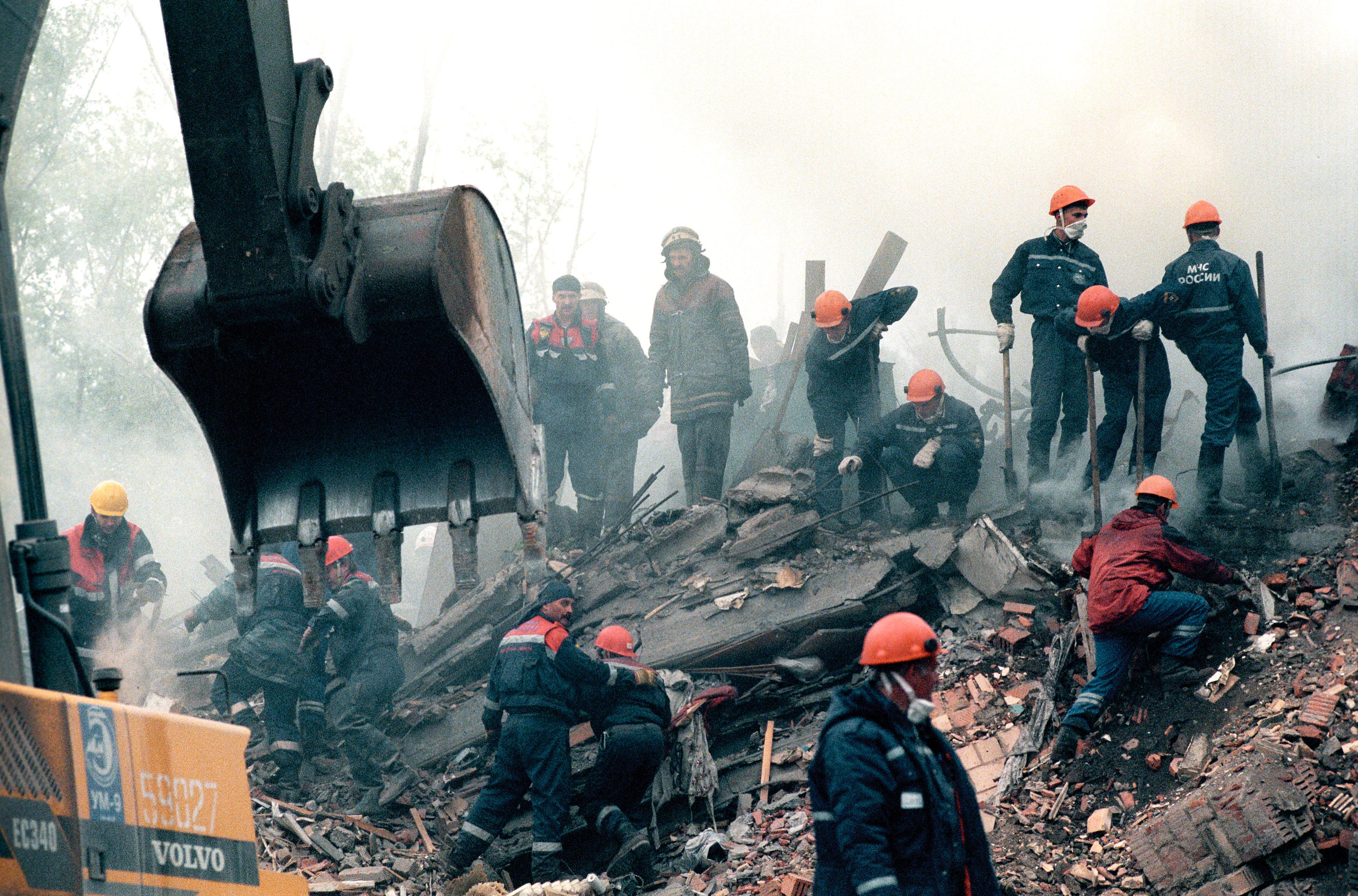
Aufräumarbeiten in Moskau am 14. September 1999 am Anschlagsort Kaschira-Schnellstraße

Fünf Tage später, am Trauertag für die Opfer des Bombenanschlages, explodierte um 5 Uhr eine Sprengladung Hexogen in einer Wohnung an der Kaschira-Schnellstraße (Kaschirskoje Chaussee, Каширское шоссе 6/3; 8 Etagen) im Süden von Moskau. Das achtstöckige Gebäude wurde total zerstört. Die Explosion schleuderte einige Betonteile des Hauses hunderte Meter weit und bedeckte die ganze Straße mit Schutt. Es starben 118 Menschen und 200 wurden verletzt. Der russische Ministerpräsident Putin erklärte daraufhin den „illegalen Kampfeinheiten“ in Tschetschenien den Krieg, obwohl die beiden Moskauer Anschläge in keiner Weise dem Schema der tschetschenischen Geiselnahmen, welche immer ein konkretes Ziel verfolgten, entsprachen. Nach Ansicht der Kritiker gab es keine Beweise für tschetschenische Täter. Das russische Militär traf dennoch Vorbereitungen für einen Einmarsch in Tschetschenien, mit dem Ziel, die Regierung abzusetzen.
Die beiden Anschläge in Moskau waren laut der Journalistin Katrin Eigendorf von Putin inszeniert. Unter westlichen Fachleuten wird die Theorie, dass der russische Geheimdienst FSB in die Sprengstoffanschläge auf Wohnhäuser verwickelt ist, von David Satter, dem ehemaligen Korrespondenten der Financial Times in Moskau, in seinem Buch Darkness at Dawn: the Rise of the Russian Criminal State (Yale University Press) vertreten.
Nach Recherchen der französischen Journalisten Jean-Charles Deniau und Charles Gazelle wurden die Explosionen vom FSB durchgeführt, um eine Rechtfertigung für die Fortsetzung des Tschetschenienkrieges zu haben, der wiederum Putin half, die Kommunisten bei den Präsidentschaftswahlen am 26. März 2000 zu schlagen.
Der ehemalige Geheimagent und spätere Privatermittler Michail Trepaschkin und zwei weitere Zeugen sollen in einer Phantomzeichnung des Mannes, der den Keller in einem der zerbombten Häuser angemietet hatte, den FSB-Agenten Wladimir Romanowitsch erkannt haben.

### 16. September 1999 – Wolgodonsk
Der russische Entschluss für eine Intervention in Tschetschenien wurde durch eine weitere Explosion einer Autobombe am 16. September 1999 verstärkt. Diese Explosion fand vor einem neunstöckigen Wohnhaus in der südrussischen Stadt Wolgodonsk (Donregion) statt, wobei 17 Personen getötet wurden.
Russland reagierte mit dem Einsatz seiner Luftstreitkräfte gegen Stellungen von tschetschenischen Aufständischen, Erdölraffinerien und andere Gebäude in Tschetschenien. Bis Ende September war klar, dass es sich nicht um einzelne Angriffe handelte, sondern ein Krieg in Tschetschenien entbrannt war – der zweite Tschetschenienkrieg. Im Oktober 1999 marschierten dann russische Truppen in Tschetschenien ein.

### 22. September 1999 – Vorfall in Rjasan
Am Abend des 22. Septembers 1999 beobachtete ein Bewohner eines 13-stöckigen Wohnhauses in der Nowsojolow-Straße in der Stadt Rjasan zwei Männer, die schwere Säcke aus einem, wie sich später herausstellte, zuvor gestohlenen Auto in den Keller schleppten. Die lokale Polizei (Miliz) wurde gerufen und Tausende von Bewohnern der umliegenden Wohnungen wurden evakuiert sowie die Straßen abgesperrt. Laut Sprengmeister Juri Tkatschenko wiesen Gasproben im Keller auf den gleichen Sprengstoff Hexogen hin, der auch bei den Moskauer Anschlägen verwendet worden war. Putin, der vom 25. Juli 1998 bis August 1999 Direktor des FSB war, bekam in Russland daraufhin den Spitznamen „Herr Hexogen“.
Putin lobte am 24. September die Polizei und die aufmerksame Bevölkerung. Bis zu diesem Zeitpunkt zweifelte niemand an einem terroristischen Anschlag. Am gleichen Tag erläuterte der Chef des FSB, Nikolai Patruschew, sehr zum Missfallen der lokalen FSB-Abteilung, sein Vorgehen. Die Sprengvorrichtung im Keller des Wohnhauses sei nur eine Attrappe gewesen, sie habe bloß Zucker enthalten. Der FSB habe nur eine „Übung“ durchgeführt und das verwendete Gasanalysegerät hätte eine Fehlfunktion gehabt.
Sprengmeister Tkatschenko bestand jedoch weiter darauf, dass es eine echte Bombe war. Er sagte, dass die Sprengvorrichtung einen Timer, eine Energieversorgung und Zünder hatte, die ausschließlich Militärausrüstungen waren und offensichtlich von Profis vorbereitet waren. Das Gasanalysegerät testete die Dämpfe aus den Säcken unzweideutig als Hexogen. Laut Tkatschenko stand es außer Frage, dass das Gasanalysegerät keine Fehlfunktion gehabt habe, da es regelmäßig gewartet wurde. Der Polizist, der als Erster am Tatort eintraf und die Bombe entdeckte, bestand auch darauf, dass dieser Vorfall keine Übung gewesen sei und dass schon dem Augenschein nach die Substanz in der Bombe kein Zucker war.
Dennoch wurde das Ergebnis der ersten Sprengstoffanalyse staatlicherseits widerrufen, da es wegen einer Verschmutzung des Analyseapparates durch vorangegangene Tests ungenau gewesen sei. Die angeblich Zucker enthaltenden Säcke der „Übung“ seien auf einem Artillerieübungsplatz getestet worden und nicht explosiv gewesen – wobei u. a. der Autor Edward Lucas fragte, wozu Zucker getestet werden müsse und warum der FSB ein gestohlenes Auto benutzte.
Der Observer berichtete, er habe Beweise, dass die Bombe wirklich Sprengstoff und einen Zünder enthielt, und brachte eine Fotografie, die den Zünder darstellen sollte, der auf 05:30 Uhr eingestellt war. Tkatschenko erklärte dem Observer: „Es war eine echte Bombe. Sie war scharf gemacht.“
Dieser Vorfall gilt heute als erster Hinweis darauf, dass die Bombenanschläge in Moskau vom FSB organisiert worden sein könnten.

## Offizielle Untersuchung

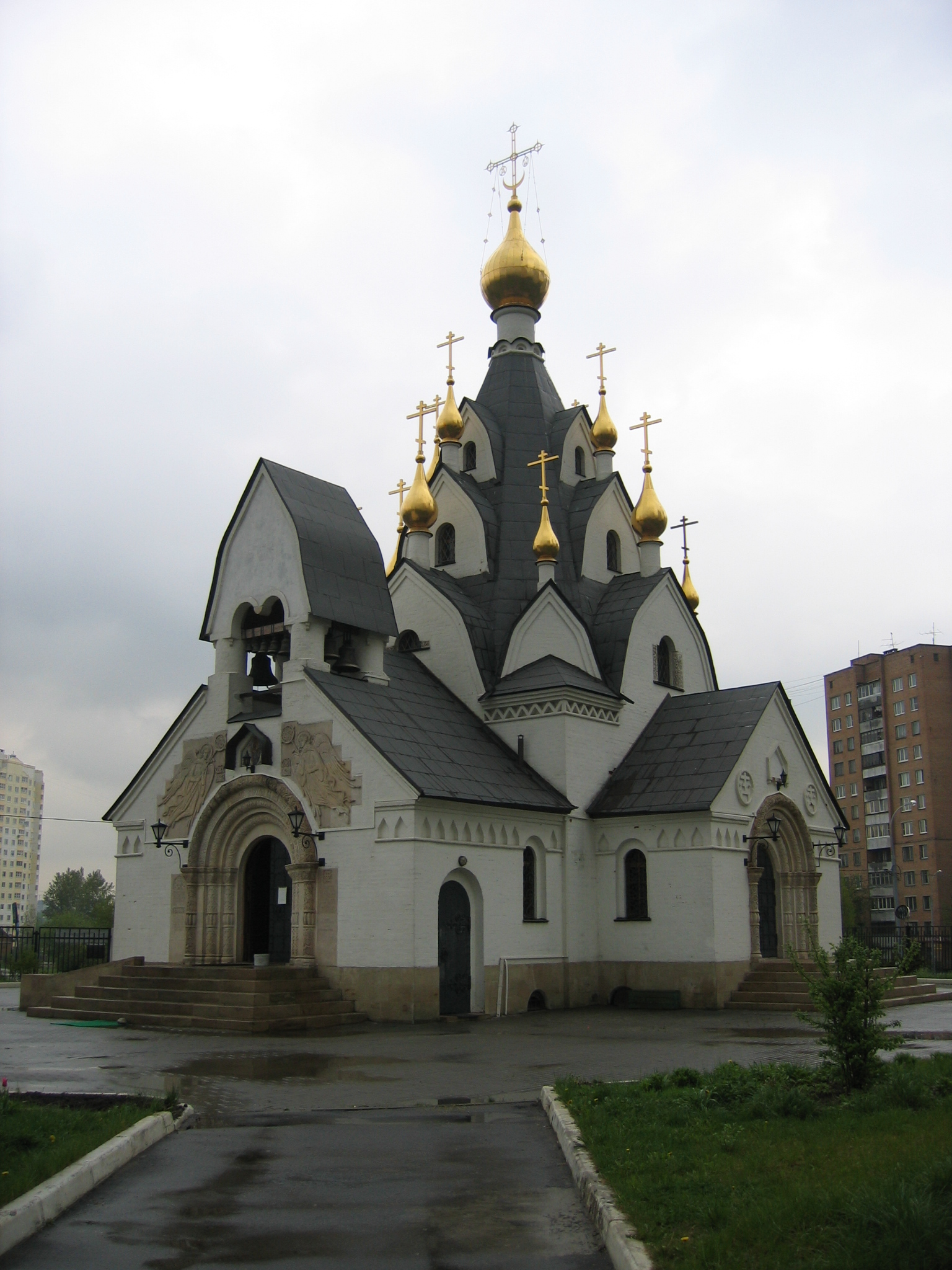
Gedenkkapelle in Moskau (Petschatniki) am Ort der Explosion

Nach den Ergebnissen der offiziellen Untersuchung wurden die Bombenanschläge auf die Wohnhäuser von Ibn al-Chattab und Abu Umar, einem arabischen Kämpfer, der in Tschetschenien kämpfte, geplant und organisiert. Beide wurden später getötet. Die Planung wurde in al-Chattabs Guerillalagern „Kaukasus“ in Schatoi (Шато́й) und „Taliban“ in Avtury (auch: Aleroy, Алерой) in Tschetschenien durchgeführt. Am 4. Mai 2000 tötete ein russisches Spezialkommando bei einem Angriff aus dem Hinterhalt auf einen tschetschenischen Rebellen-Trupp in der Nähe des Dorfes Avtury 19 Personen.
Die offizielle russische Untersuchung ergab, dass die Operation für Bombenanschläge auf die Wohnhäuser von Achemez Gotschijajew (dem Turkvolk der Karatschaier angehörend) geführt wurde. Der Sprengstoff wurde in Urus-Martan (Tschetschenien; russisch: Уру́с-Марта́н) in einer Düngemittelfabrik vorbereitet. Dazu wurden Hexogen, TNT, Aluminium-Pulver und Salpeter mit Zucker gemischt. Von dort wurde er an ein Nahrungsmittellager in Kislowodsk verfrachtet, das von Yusuf Krymschachalow – einem Onkel eines der mutmaßlichen Terroristen – geführt wurde. Ein weiterer Verschwörer (Ruslan Magajajew) hatte einen Lastkraftwagen der Marke KAMAZ gemietet, in dem die Säcke für zwei Monate gelagert wurden. Nachdem die Planungen abgeschlossen waren, wurden die Teilnehmer in verschiedene Gruppen aufgeteilt, um den Sprengstoff in verschiedene Städte zu bringen. Die meisten Beteiligten waren keine ethnischen Tschetschenen.
Nach der offiziellen russischen Version wurden die Terroranschläge ausgeführt, um die Aufmerksamkeit der russischen Streitkräfte von Dagestan abzulenken, wo zu dieser Zeit Kämpfe zwischen russischen Streitkräften und 1400 eingedrungenen separatistischen Kämpfern aus Tschetschenien (angeführt von Bassajew und Ibn al-Chattab) stattfanden.
Die folgenden Personen lieferten demnach den Sprengstoff, lagerten ihn oder gewährten anderen Verdächtigen Zuflucht:
- Moskauer Bombenanschläge – 8. und 13. September 1999.
  - Achemez Gotschijajew (nicht verhaftet, wird vom FSB gesucht)[14]
  - Denis Saitakow (in Tschetschenien getötet)
  - Chakim Abajew (im Mai 2004 von Spezialtruppen des FSB getötet – in Inguschetien)
  - Rawil Achmjarow (in Tschetschenien getötet)
  - Jusuf Krymschachalow (in Georgien verhaftet und an Russland ausgeliefert, im Januar 2004 zu lebenslanger Freiheitsstrafe verurteilt)

- Bombenanschlag in Wolgodonsk – 16. September 1999.
  - Timur Batschajew (bei einem Zusammenstoß mit der Polizei in Georgien getötet, wobei Krymschachalow verhaftet wurde – siehe oben)
  - Zaur Batschajew (in Tschetschenien getötet)
  - Adam Dekkuschew (in Georgien verhaftet – bei der Verhaftung warf er eine Handgranate auf die Polizisten, an Russland ausgeliefert, im Januar 2004 zu lebenslanger Freiheitsstrafe verurteilt)

- Bombenanschlag in Buinaksk – 4. September 1999.
  - Isa Sainutdinow (im März 2001 zu lebenslanger Freiheitsstrafe verurteilt)
  - Alisultan Salichow (im März 2001 zu lebenslanger Freiheitsstrafe verurteilt)
  - Magomed Salichow wurde im November 2004 in Aserbaidschan verhaftet und an Russland ausgeliefert; von dem Anklagepunkt wegen Terrorismus wurde er am 24. Januar 2006 freigesprochen; er wurde jedoch wegen Teilnahme an einer illegalen bewaffneten Gruppe und illegalem Grenzübertritt verurteilt.[15] Das Oberste Gericht ordnete wegen Verfahrensfehlern eine Wiederaufnahme des Prozesses an. Er wurde jedoch am 13. November 2006 erneut freigesprochen – dieses Mal von allen Anklagepunkten.[16]
  - Sijawutdin Sijawutdinow (wurde in Kasachstan verhaftet und an Russland ausgeliefert, im April 2002 zu 24 Jahren Freiheitsstrafe verurteilt)
  - Abdulkadyr Abdulkadyrow (im März 2001 zu 9 Jahren Freiheitsstrafe verurteilt)
  - Magomed Magomedow (im März 2001 zu 9 Jahren Freiheitsstrafe verurteilt)
  - Zainutdin Zainutdinow (im März 2001 zu 3 Jahren Freiheitsstrafe verurteilt und sofort begnadigt und freigelassen)
  - Machach Abdulsamedow (im März 2001 zu 3 Jahren Freiheitsstrafe verurteilt und sofort begnadigt und freigelassen)

Zum Vorfall in Rjasan konnte der öffentliche Untersuchungsausschuss kein endgültiges Ergebnis vorlegen, da von verschiedenen Behörden der Russischen Föderation widersprüchliche Auskünfte erteilt wurden. Der Generalstaatsanwalt schloss die Untersuchung des Vorfalls in Rjasan im April 2000 ab.

## Versuche von nichtstaatlichen Untersuchungen
Im Jahr 2002 initiierte der Duma-Abgeordnete Sergei Kowaljow eine öffentliche Kommission, um die Hintergründe der Sprengstoffanschläge auf die Moskauer Wohnhäuser zu untersuchen. Die Kommission kam zu dem Schluss, dass nicht tschetschenische Terroristen, sondern der FSB hinter den Anschlägen stünde. Daraufhin kam es zu mehreren unnatürlichen Todesfällen von führenden Kommissionsmitgliedern, politisch motivierten Verfahren und Verurteilungen, Todesfällen unter ungeklärten Umständen, sowie Körperverletzungen.
Beobachter, die die offizielle russische Version anzweifeln und eine Täterschaft des FSB für wahrscheinlich halten, gehen meist auch von einer Verwicklung Putins aus. So sagte Kowaljow:

„Ich kann nicht beweisen, dass diese Anschläge in Moskau vom Kreml organisiert waren. Aber ich meine, diese Anschläge waren für die Macht sehr nützlich. Sie haben eine allgemeine Empörung ausgelöst. Die Entscheidung des damaligen Regierungschefs und künftigen Präsidenten, einen neuen Krieg zu beginnen, wurde mit Begeisterung begrüßt. Das alles hatte eine mächtige Grundlage für Wladimir Putin geschaffen. Wer ist Putin? Vor dem September 1999 konnte nicht einmal ein Politiker darauf antworten, geschweige ein Mensch auf der Straße. Niemand wusste was von ihm. Doch danach schoss sein Rating in die Höhe. Die Anschläge auf die Wohnhäuser spielten dabei eine äußerst wichtige Rolle.“

Ein gewisser „Gotschijajew“ hat an russische Zeitungen geschrieben, dass er als unwissender Teilnehmer an einer Verschwörung des russischen Geheimagenten Ramasan Dyschekow vom FSB verwickelt war. Der ehemalige FSB-Offizier Litwinenko, der später im Londoner Exil vergiftet wurde, erklärte, Gotschijajew in seinem Versteck getroffen und eine eidesstattliche Versicherung erhalten zu haben, wonach Gotschijajew gutgläubig für einen Freund (ein FSB-Agent) den Tatort angemietet habe.

### Rjasan
Die russische Duma hat zwei Anträge auf eine parlamentarische Untersuchungskommission zur Untersuchung des Zwischenfalls in Rjasan abgewiesen. Eine unabhängige Untersuchungskommission (vier Dumaabgeordnete), unter Vorsitz von Kowaljow, zur Untersuchung der Explosionen erwies sich als ineffektiv, weil die Regierung es ablehnte, auf entsprechende Anfragen Auskünfte zu erteilen.

## Unnatürliche Todesfälle
- Sergei Juschenkow, Dumaabgeordneter und Leiter des Untersuchungsausschusses, hatte die These vertreten, dass der FSB in die Anschläge verwickelt war.[25][26] Er wurde im April 2003 erschossen.[27]

- Juri Schtschekotschichin, Dumaabgeordneter und führendes Mitglied des Untersuchungsausschusses hatte ebenfalls die These vertreten, dass der FSB in die Anschläge verwickelt war.[28][29] Er starb im Juli 2003 bei einem Mordanschlag.[30][31] Schtschekotschichin starb als Kritiker des Tschetschenienkrieges nach offizieller Angabe zwar an einem Lyell-Syndrom, aber es wird vermutet, dass er durch radioaktives Polonium-210 getötet wurde.[32] Das Ergebnis der Autopsie wurde den Angehörigen nicht mitgeteilt.[33] Seine Krankenakte verschwand.[34] In den Medien wird von einer möglichen Vergiftung gesprochen.[35][36] Nicht nur ausländische, auch russische Medien erörtern diese Möglichkeit,[37] der langjährige Chefredakteur Dmitri Muratow der Nowaja gaseta ist davon überzeugt.[38] Die oppositionelle Internetzeitung grani.ru reiht den Fall unter die großen politischen Morde in Russland ein.[39] Im 2018 listete die Nowaja gaseta die offenen Fragen dazu auf, unter anderem nach dem Verbleib der letzten Blutproben.[40] Beim späteren Mordattentat auf Alexander Litwinenko spekulierte man deshalb anfangs auf die gleiche Tötungsmethode. Schtschekotschichin war Journalist bei der Nowaja gaseta, wo er auch ein Interview mit Anna Politkowskaja führte.

- Anna Politkowskaja wurde am 7. Oktober 2006 im Aufzug ihres Wohnhauses in der Moskauer Lesnaja-Straße durch mehrere Schüsse getötet. Obwohl es Filmaufnahmen einer Überwachungskamera gab, wurde ihr Mörder nie ermittelt und das Verbrechen nicht hinreichend aufgeklärt.

- Boris Beresowski unterstützte 2002 den Dokumentarfilm Der FSB sprengt Russland in die Luft. (Untertitel: Ein Angriff auf Russland?) durch eine 25%ige Finanzierung. Der Film beschuldigt die russischen Geheimdienste, die Explosionen in Wolgodonsk und Moskau organisiert zu haben. Es gibt einige Zweifel an Beresowskis Unabhängigkeit in diesem Fall, da er angeblich umfangreiche Geschäftsbeziehungen mit tschetschenischen Rebellen hatte. Trotzdem hielten 40 % der Russen eine Verwicklung des FSB in die Attentate für möglich. Beresowski starb 2013 nach mehreren vorangegangenen erfolglosen Mordanschlägen unter ungeklärten Umständen. Der deutsche Rechtsmediziner Professor Bernd Brinkmann, der als Gutachter im Auftrag der Tochter Elizaveta Berezovskaya vor dem Untersuchungsgericht in Berkshire aussagte,[41] zweifelte die Version „Tod durch Erhängen“ an. Fotos und Obduktionsberichte führten ihn zu dem Schluss, dass Beresowski erdrosselt wurde, denn die Strangulationsmarkierung verlief waagerecht um Hals und Nacken und das sei mit einer Aufhängung nicht vereinbar. Bei einem Selbstmord durch Erhängen hätte sie zum Nacken hin steil ansteigen müssen. Und das tiefrote Gesicht von Beresowski sei etwas, das er bei Selbstmord durch Erhängen nie zuvor gesehen habe.[42][43][44]

- Alexander Litwinenko, ein ehemaliger russischer FSB-Agent, der in London im Exil lebte, behauptete ebenfalls in seinem Buch Blowing up Russia: Terror from Within (engl. Ausgabe); russisch ФСБ взрывает Россию (russ. Ausgabe), dass der FSB hinter den Bombenanschlägen stecke. Er starb am 23. November 2006 in London, dreieinhalb Wochen nachdem ihm bei einem Anschlag die hoch radioaktive Substanz Polonium 210 verabreicht wurde.

## Politisch motivierte Verfahren
Michail Iwanowitsch Trepaschkin (russisch: Михаил Иванович Трепашкин), Mitglied der unabhängigen Untersuchungskommission, und zwei weitere Zeugen hatten in einer Phantomzeichnung des Mannes, der den Keller in einem der zerbombten Häuser angemietet hatte, den FSB-Agenten Wladimir Romanowitsch erkannt. Trepaschkin wurde im Oktober 2003 wegen illegalen Waffenbesitzes verhaftet, kurz bevor er im öffentlichen Gerichtsverfahren seine Ergebnisse publik machen konnte. Im Mai 2004 wurde er in einem Verfahren vor einem russischen Militärgericht, das nach Ansicht von Amnesty International (AI) und anderen Menschenrechtsgruppen nicht den internationalen Standards für faire Verfahren entsprach, schuldig gesprochen und zu vier Jahren Haft in der Strafkolonie IK-13 bei Nischni Tagil im Ural verurteilt. Er soll Staatsgeheimnisse an Großbritannien verraten und rechtswidrig Munition besessen haben. AI „befürchtet, dass seine Strafverfolgung dazu dienen sollte, seine weiteren Recherchen als Anwalt im Zusammenhang mit den Sprengstoffanschlägen zu unterbinden“. Trepaschkin sollte eine Woche nach seiner Verhaftung die Familie eines bei den Bombenattentaten Getöteten vor Gericht vertreten. Am 30. August 2005 wurde Trepaschkin auf Bewährung entlassen. Nachdem er seine Absicht bekundete, die Untersuchungen wieder aufzunehmen, wurde er am 18. September 2005 ohne Gerichtsbeschluss erneut verhaftet und verblieb bis 30. November 2007 in Haft. Romanowitsch war einige Monate nach dem Bombenanschlag bei einem Autounfall auf Zypern ums Leben gekommen.

## Weitere Erkenntnisse
Ein weiteres Mitglied der unabhängigen Untersuchungskommission, Otto Latsis, wurde im November 2003 brutal zusammengeschlagen.
Der Dumaabgeordnete Sergei Juschenkow verwies im April 2002 während eines Besuches in Washington auf die mysteriöse Bemerkung des Dumasprechers Gennadi Selesnjow (russisch: Геннадий Николаевич Селезнёв), aus der hervorging, dass Selesnjow bereits drei Tage im Voraus, am 13. September von der Explosion am 16. September wusste.

## Filme
Ein Dokumentarfilm des russischen Regisseurs Andrei Nekrassow (russisch: Андрей Львович Некрасов) über die Bombenattentate wurde 2004 auf dem Sundance Film Festival ausgezeichnet. Der Film zeigt chronologisch die Geschichte von Tatjana und Aljona Morosowa, zwei russisch-amerikanischen Schwestern, die ihre Mutter bei dem Bombenattentat verloren haben, und nun versuchten, die Schuldigen zu finden.